# 蕭文福
蕭文福（1962年1月20日—2014年2月16日），生於嘉義縣東石鄉，創辦阿福的書店，同時捐贈許多書籍到偏鄉國小。
2014年2月11日因心肌梗塞前往台北馬偕醫院就醫，於2014年2月16日多重併發症於加護病房中逝世，享年54歲。